# میرهاشم حسینی
میرهاشم حسینی (زادهٔ ۶ آبان ۱۳۷۷ میانه) تکواندوکار ایرانی است که در وزن سوم مسابقه می‌دهد.

## مسابقات جهانی ۲۰۱۷
او در بازی پایانی مسابقات جهانی تکواندو ۲۰۱۷ در وزن کمتر از ۶۳ کیلوگرم برابر ژائو شوای مغلوب شد و مدال نقره را به دست آورد.

## نتایج (به تفکیک مسابقات)

### بازی‌های آسیایی
میر هاشم حسینی در بازی‌های آسیایی ۲۰۱۸ جاکارتا با شکست حریف چینی خود، موفق به کسب مدال طلا شد.

### جایزه بزرگ جهانی تکواندو

#### جایزه بزرگ جهانی تکواندو ۲۰۱۹
مدال طلا مرحله ۱ در ایتالیا؛ حسینی در دور نخست با نتیجه ۲۸ بر ۵ از سد سوهون کیم از کره جنوبی گذشت. حسینی در مرحله یک‌هشتم نهایی نیز مقابل ادیوال پونتس از برزیل پیروز شد. حسینی در مرحله یک چهارم نهایی هم با نتیجه ۲۷ بر ۷ از سد لوره برسیس از کرواسی عبور کرد تا ضمن صعود به دیدار نیمه نهایی مدال برنز خود را قطعی کند. نماینده شایسته کشورمان در این مرحله مقابل ژائو، قهرمان جهان در سال‌های ۲۰۱۹ و ۲۰۱۷ از چین ضمن ارائه عملکردی دیدنی با نتیجه ۱۷ بر ۷ به برتری قاطعانه دست یافت تا به دیدار نهایی صعود کند. حسینی در دیدار نهایی با نتیجه ۱۳ بر ۱۱ از سد لی دائه-هون، نابغه تکواندو جهان از کره جنوبی گذشت تا طلسم عدم پیروزی نمایندگان کشورمان بر این تکواندوکار پرآوازه را بشکند.
مدال طلا مرحله ۲ در ژاپن؛ میرهاشم در نخستین دیدار «روبن ناوا» از مکزیک را ۱۹ بر ۱۲ از پیش‌رو برداشت؛ سپس در مصاف با «جاویر پرز پولو» اسپانیایی در پایان راند دوم و با نتیجه ۲۱ بر ۱ به برتری رسید. وی در ادامه با سروش احمدی دیگر نماینده کشورمان در این وزن مبارزه کرد و نتیجه را ۱۰ بر ۲ به نفع خود به پایان رساند. تکواندوکار وزن ۶۸- کیلوگرم در مرحله نیمه‌نهایی برابر «ادیوال پونتس» برزیلی با نتیجه ۱۰ بر ۴ پیروز شد و در فینال نیز «کریستین مک نیش» را در دیداری حساس با نتیجه ۳۶ بر ۲۰ شکست داد و دومین مدال طلای گرندپری سال ۲۰۱۹ خودش را بر گردن آویخت.
مرحله ۳ در بلغارستان؛ در وزن ۶۸- کیلوگرم، میرهاشم حسینی در نخستین گام هروان منگیو کانادایی را با نتیجه ۴۸ بر ۱۸ شکست داد و راهی دور دوم شد. او در دور دوم نیز با نتیجه ۱۹ بر ۷ مقابل کارل نیکولاس از آمریکا پیروز شد. حسینی در مرحله یک‌چهارم نهایی به مصاف دای هون لی از کره‌جنوبی رفت و در حالی که تا پایان راند دوم از حریف خود پیش بود، در فاصله دو ثانیه به پایان بازی با نتیجه ۳۷ بر ۳۵ از حریفش عقب بود و ۱۰ اخطاره شد و شکست خورد. حسینی پیش از این و در فینال مرحله نخست گرندپری مقابل لی به برتری رسیده بود، اما در رقابت‌های گرندپری سال ۲۰۱۸ دو بار مغلوب این نابغه کره‌ای شده بود.